# Маголник
Маголник (на словенски: Magolnik) е село в Словения, регион Средна Словения, община Лития. Според Националната статистическа служба на Република Словения през 2015 г. селото има 26 жители.